# 10821 Kimuratakeshi
10821 Kimuratakeshi (1993 SZ) là một tiểu hành tinh vành đai chính được phát hiện ngày 16 tháng 9 năm 1993 bởi K. Endate và K. Watanabe ở Kitami. Nó được đặt theo tên nhà thiên văn học nghiệp dư Takeshi Kimura.